# سياسة الطاقة في باكستان

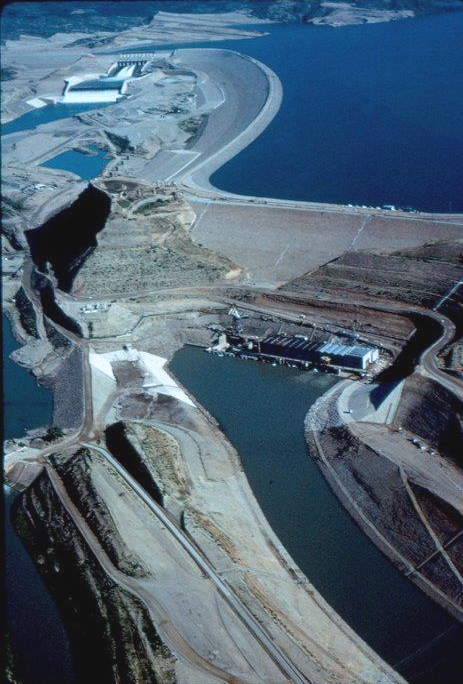
سد مانغلا

تتولى المؤسسات الاتحادية والإقليمية والمحلية صياغة ووضع سياسة الطاقة في باكستان والتي تعنى بمعالجة المسائل المرتبطة بإنتاج وتوزيع الطاقة واستهلاكها على غرار استهلاك الوقود ووضع معايير الصناعات البترولية. تتطلب سياسة الطاقة الالتزام بالتشريعات والمعاهدات الدولية الملائمة وتقديم الإعانات والحوافز المالية لتشجيع الاستثمار والالتزام بالمبادئ التوجيهية للحفاظ على الطاقة وفرض الضرائب المناسبة وغيرها من سبل السياسة العامة الأخرى.
طرِحت عدة صلاحيات ومقترحات لمتابعة ترشيد الطاقة على مر السنين مثل حظر الشارات النيونية وتمديد عطلة نهاية الأسبوع الرسمية من يوم إلى يومين في محاولة لترشيد استخدام الكهرباء والحد من حمل الكهرباء الذي تستعمله الوحدات الصناعية بنسبة 25% خلال ساعات الذروة، ولكن لم تنفذ أية إستراتيجيات شاملة طويلة الأمد بخصوص هذا الشأن. اعتُمدت العديد من الأحكام التشريعية الرامية إلى ترشيد الطاقة منذ عام 1999 ومن جملتها استجرار الطاقة من مجموعة متنوعة من مصادر الطاقة المتجددة. كان هنالك انتقادات لاذعة تجاه التوزيع غير المتكافئ والاستعمال غير المسؤول لموارد الطاقة، فضلًا عن انتقاد الخطة الجديدة الهادفة إلى زيادة اعتماد البلاد على النفط المستورد من أجل توليد الطاقة بنسبة 50% بحلول عام 2030. أعلن عن سياسة أمن الطاقة طويلة الأجل لسنة 2013 عقب مجموعة كبيرة من الانتقادات الشعبية. ارتكزت السياسة على إدخال شبكة نقل متطورة وتقليل الخسائر المالية عبر نظم الطاقة ومواءمة الوزارات المشاركة في القطاع وتحسين إدارة موارد الطاقة.
يقع على عاتق الهيئة الوطنية الناظمة للطاقة الكهربائية تنظيم شبكة موارد الطاقة وتحديد الأعباء المالية المترتبة عن استهلاك الطاقة وذلك استنادًا على الدراسات والسياسات المعمول بها وتوصيات مجلس تطوير الطاقة البديلة ووزارة المياه (كمنفذين لهذه السياسات). كذلك لعبت برامج الحوافز الحكومية المعنية بكفاءة الطاقة دورًا هامًا في سياسة الطاقة العامة في باكستان. أعلن رئيس الوزراء نواز شريف عن سياسة طاقة جريئة ومحددة المعالم لمواجهة تحديات الطاقة وإدارة الطاقة اعتبارًا من عام 2013.

## السلطات والمؤسسات المعنية
- حكومة باكستان
  - وزارة المياه والطاقة
  - المجلس الخاص بالطاقة والبنية التحتية
  - مجلس تطوير الطاقة البديلة
- قطاع الطاقة الصناعية
  - قطاع الكهرباء في باكستان
  - الكهرباء في باكستان
- السلطات الناظمة للطاقة والاستطاعة
  - السلطة الناظمة لتطوير المياه والطاقة
  - شركات الطاقة
- شركات الكهرباء والطاقة في باكستان
- شركة كراتشي إلكتريك

## نبذة عامة عن السياسة

### سياسة الطاقة: 2008-2010
أعلن رئيس الوزراء شوكت عزيز عن برنامج سياسة أمن الطاقة طويل الأجل في عام 2005. رمى البرنامج إلى تطوير البنية التحتية لإنتاج الطاقة من جميع الموارد المتاحة. اعتمدت السياسة على خصخصة قطاع الطاقة على يد شركات الطاقة العملاقة. هدف هذا البرنامج إلى رفع الاعتمادية على النفط المستورد من الدول العربية بقصد توليد الطاقة ليصل إلى نسبة 50.1% بحلول عام 2013 وهو ما أدى إلى إثارة جدل.
أجرى رئيس الوزراء عزيز حوارًا مع مجموعة من المسؤولين في وزارة النفط السعودية في عام 2006. ووجه إلى علي بن إبراهيم النعيمي دعوة للاستثمار في قطاع الطاقة الباكستاني. استطاع رئيس الوزراء عزيز جمع مبلغ بقيمة 12.5 مليار روبية باكستانية مخصصة لمشاريع توليد الطاقة في عام 2007، ولكن ظل هذا المبلغ دون استخدام. دعا رئيس الوزراء عزيز في آخر تصريح أطلقه إلى حظر الأضواء والشارات النيونية وإغلاق الأسواق في تمام الساعة التاسعة مساءً. قاومت الأحزاب يسارية التوجه مثل حزب الشعب الباكستاني والحزب الشيوعي والنقابات العمالية هذه السياسات بشدة.

### سياسة الطاقة: 2010-2013
أدى سوء الإدارة والسياسات المتسمة بالضعف إلى دورات متكررة ومكثفة من تخفيف الأحمال الكهربائية على الشبكة عقب الانتخابات العامة التي أجريت في عام 2008. كشف رئيس الوزراء يوسف رضا الكيلاني النقاب عن سياسة الطاقة الجديدة بتاريخ 22 أبريل عام 2010، وجاء ذلك ردًا على المظاهرة الحاشدة التي خرجت ضد تخفيف حمل التيار الكهربائي والنقص المتنامي في إمدادات الطاقة الكهربائية في البلاد.
أعلِنت السياسة بعدما عقد رئيس الوزراء الكيلاني مؤتمرًا وطنيًا للطاقة استمر لمدة ثلاثة أيام في مدينة إسلام آباد. ناقش خبراء الطاقة خلال المؤتمر الأسباب الكامنة وراء أزمة الطاقة في باكستان والخطوات التي يمكن اتخاذها من أجل تخفيف حدة الأزمة. أعلنت الحكومة عن حظر الأضواء والشارات النيونية الغازية بصورة فورية وتمديد عطلة نهاية الأسبوع الرسمية من يوم إلى يومين في محاولة لترشيد استخدام الكهرباء. هذا وقد قامت حكومة كيلاني بعدة محاولات لخصخصة قطاع الطاقة بموجب هذه السياسة. فشل البرنامج الذي وضعه وزير المالية عبد الحفيظ شيخ في حلحلة مشكلة نقص الكهرباء والتي فشلت شركات الطاقة الخاصة في صيانتها وتحديثها رغم كونها جزءًا من العقد المبرم معهم. قررت حكومة حزب الشعب الباكستاني تأميم قطاع الطاقة وأصدرت توجيهات واضحة لتنظيم شركات الطاقة المنتجة للكهرباء، وجاء ذلك بعد وابل من الانتقادات والمظاهرات الشعبية في عام 2012.

### سياسة الطاقة: 2013-2018
عُين مصادق مسعود مالك وزيرًا اتحاديًا للمياه والطاقة في الحكومة الباكستانية في شهر مايو من عام 2013. وحل محله عابد شير علي بعد شهرين والذي ظل في المنصب إلى حين إلغائه في شهر سبتمبر من عام 2017. استُحدثت وزارة الطاقة بدلًا من الوزارة السابقة. كان أويس لغاري أول وزير طاقة يشغل هذا المنصب الجديد وظل في منصبه إلى حين نهاية ولاية الحكومة.
منح تعديل الدستور الباكستاني لسنة 2010 (الفقرة الثالثة) كل محافظة حق وضع إطار السياسة الخاص بها من أجل توليد الطاقة في القطاعين الحكومي والخاص. أفضى ذلك إلى تشكيل أقسام خاصة على مستوى المحافظات وتعزيز صلاحيات شركات القطاع العام المتخصصة في مجال الطاقة المتجددة، وذلك بغية توطيد وتنفيذ مشاريع الطاقة على يد القطاعين العام والخاص والقطاع المشترك باستخدام موارد الطاقة المحلية.
سعت سياسة الطاقة خلال هذه الفترة إلى تعزيز قدرة توليد الطاقة إلى حد كبير من خلال المشاريع التي أدارتها قوات المساعدة الدولية لإرساء الأمن في أفغانستان أثناء بداية موسم الحصاد. استطاعت الحكومة خلال ولايتها إضافة ما يبلغ محصلته 10,973 ميغاواط من الطاقة ويرجع ذلك إلى الاستثمارات التي قام بها القطاع الخاص. ومن ناحية المشاريع التي نفذها القطاع العام عملًا بتعديل عام 2010، تمكنت حكومة إقليم خيبر بختونخوا من إضافة 1,670 ميغاواط إلى الشبكة الوطنية. وساهمت كل من حكومة السند وحكومة البنجاب بإضافة 935 ميغاواط و580 ميغاواط على التتالي. لم تدشن حكومة بلوشستان أي مشاريع طاقة حكومية خلال فترة ولايتها.
ومع ذلك، ما يزال يوجد العديد من المشاكل الصارخة التي تشوب قطاع الطاقة على الرغم من القيمة الضخمة المضافة إلى محصلة نتاج الطاقة على الشبكة الوطنية. لم يكن هناك إصلاحات شاملة مجدية لبنية نقل الكهرباء وهو ما قاد إلى أعطال عدة في المحطات وانقطاع التيار الكهربائي خلال أشهر الصيف. وعلاوةً على ذلك، ثمة لا يزال فجوة واسعة في العرض والطلب خلال الأشهر التي ترتفع خلالها درجات الحرارة وهو ما أدى إلى فصل الأحمال الكهربائية بصورةٍ دورية ومخطط لها. ظلت مسألة الدين الدائري مرتبطة بقطاع الطاقة ووصلت إلى مستوى قياسي بلغ 922 مليار روبية في شهر مارس من عام 2018.